# Њу Медисон (Охајо)
Њу Медисон (енгл. New Madison) град је у америчкој савезној држави Охајо.

## Демографија
По попису из 2010. године број становника је 892, што је 75 (9,2%) становника више него 2000. године.
| Група             | 2000.       | 2010.       |
| Белци             | 796 (97,4%) | 868 (97,3%) |
| Афроамериканци    | 1 (0,1%)    | 6 (0,7%)    |
| Азијати           | 5 (0,6%)    | 3 (0,3%)    |
| Хиспаноамериканци | 0 (0,0%)    | 8 (0,9%)    |
| Укупно            | 817         | 892         |